# مليخوشو
مليخوشو [ˈmwɔxuf] هي قرية في المنطقة الإدارية من غمينا ناداجن (Gmina Nadarzyn)، داخل مقاطعة بريذكوسيو (Pruszków County)، محافظة مازوفيا، في شرق وسط بولندا. تقع تقريباً علي بُعد 6 كم (4 ميل) جنوب غرب نادريزين (Nadarzyn)، والتي تقع علي بُعد 14 كم (9 ميل) شمالاً من بريذكوسيو (Pruszków)، وعلي بُعد 25 كم (16 ميل) جنوب غرب وارسو.